# Джеймс Ролинс
Джим Чайковски (на английски: James Paul Czajkowski) е американски писател на трилъри и приключенски бестселъри, който е известен под псевдонимите Джеймс Ролинс (на английски: James Rollins) и Джеймс Клемънс (на английски: James Clemens).

## Биография
Роден е в Чикаго на 20 август 1961. Дипломира се в Университета на Мисури през 1985 като ветеринар. След това се мести в Сакраменто, Калифорния, където открива собствена ветеринарна клиника, която ръководи в продължение на десет години.
Първата си книга „Wit'ch Fire“ написва още докато работи във ветеринарната клиника през 1996, но успява да я публикува едва през 1999 под псевдонима Джеймс Клемънс. Не успявайки да съчетава писането с работата във ветеринарната клиника той я продава и се посвещава изцяло на писането на книги.
Джеймс Ролинс е професионален леководолаз и любител спелеолог, което често се споменава в творчеството му.
През 2007 г. е нает да напише роман по сценария към четвъртия филм за Индиана Джоунс „Индиана Джоунс и кралството на кристалния череп“.

### Като Джеймс Ролинс

#### Самостоятелни романи
- Последната тайна на Земята, Subterranean (1999)
- Кръвта на Сатаната, Excavation (2000)
- Триъгълникът на дракона, Deep Fathom (2001)
- Амазония, Amazonia (2002)
- Айсбергът на смъртта, Ice Hunt (2003)
- Indiana Jones and the Kingdom of the Crystal Skull (2008) – романизация на филма
- Олтарът на Рая, Altar of Eden (2009)

#### Серия „Сигма“ (Sigma Force)
1. Пясъчна буря, Sandstorm (2004)
2. Карта от кости, Map of Bones (2005)
3. Черният орден, Black Order (2006)
4. Щамът на Юда, Judas Strain (2007)
5. Последният оракул, The Last Oracle (2008)
6. Ключът на Страшния съд, The Doomsday Key (2009)
7. Дяволската колония, The Devil Colony (2011)
8. Кръвна линия, Bloodline (2012)
9. Окото Господне, The Eye of God (2013)
10. Шестото измиране, The Sixth Extinction (2014)
11. Лабиринтът от кости, The Bone Labyrinth (2015)
12. Седмият мор, The Seventh Plague (2016)
13. Короната на демона, Demon Crown (2017)
14. Ключът, Crucible (2019)
15. Последната одисея, The Last Oyssey (2020)
16. Царството на костите, Kingdom of bones (2022)
17. Огнени приливи, Tides of fire (2023)
18. Арктически ангел, Arkangel (2024)

#### Серия „Джейк Ренсъм“ (Jake Ransom)
1. Джейк Ренсъм и кралят на черепите, Jake Ransom and the Skull King's Shadow (2009)
2. Джейк Ренсъм и виещият сфинкс, Jake Ransom and the Howling Sphinx (2010)

#### Серия „Орденът на Сангвинистите“ (Order of the Sanguines)
в съавторство с Ребека Кантрел
1. City of Screams (2012) – разказ
2. The Blood Gospel (2013)
Кървавото евангелие, изд.: ИК „Бард“, София (2013), прев. Венцислав Божилов
3. Blood Brothers (2013) – разказ
4. Innocent Blood (2013)
Невинна кръв, изд.: ИК „Бард“, София (2014), прев. Венцислав Божилов
5. Blood Infernal (2015)
Пъклена кръв, изд.: ИК „Бард“, София (2014), прев. Венцислав Божилов

#### Серия „Тъкър Уейн“ (Tucker Wayne)
в съавторство с Грант Блекууд
1. The Kill Switch (2014)
Семето на апокалипсиса, изд.: ИК „Бард“, София (2014), прев. Милко Стоименов
2. War Hawk (2015)
Боен ястреб, изд.: ИК „Бард“, София (2016), прев. Владимир Германов

### Като Джеймс Клемънс

#### Серия „Забранен и заточен“ (Banned and the Banished)
- Wit'ch Fire (1998)
- Wit'ch Storm (1999)
- Wit'ch War (2000)
- Wit'ch Gate (2001)
- Wit'ch Star (2002)

#### Серия „Божествен свят“ (Godslayer)
1. Shadow Fall (2005)
2. Hinterland (2006)